# Szota Nisznianidze
Szota Nisznianidze, właśc. Szota Mamagejszwili (gruz. შოთა ნიშნიანიძე (მამაგეიშვილი); ur. 18 marca 1929 w Tyflisie (obecnie Tbilisi), zm. 1999 tamże) – gruziński poeta.

## Życiorys
Jako poeta zadebiutował w 1946. W 1953 ukończył studia na Wydziale Filologicznym Uniwersytetu Tbiliskiego. Od 1964 do 1974 pracował w redakcji wydawnictwa Merani, następnie do 1977 był konsultantem Związku Pisarzy Gruzji, od 1977 do 1981 redaktorem almanachu, 1981-1984 sekretarzem Związku Pisarzy Gruzji, a 1984-1986 jego przewodniczącym. Później pracował w redakcjach pism literackich. Uprawiał lirykę osobistą i społeczną. Opublikował zbiory wierszy Me da szen (Ja i ty, 1956), Broceuła (Granat, 1966) i Epiuri echo (Epickie echo, 1973). W swojej twórczości często podejmował wątki polskie. Tłumaczył na gruziński m.in. poezje Gałczyńskiego. Polskie przekłady jego wierszy ukazały się w Antologii poezji radzieckiej (1979) i w antologii Poezja gruzińska (1985). W 1975 otrzymał Nagrodę Państwową Gruzińskiej SRR im. Szoty Rustawelego. Został pochowany w panteonie pisarzy i osób publicznych Didube w Tbilisi.